# 巴克霍恩鎮區 (北卡羅萊納州哈尼特縣)
巴克霍恩鎮區（英語：Buckhorn Township）是位於美國北卡羅萊納州哈尼特縣的一個鎮區。

## 地方資料
巴克霍恩鎮區的面積為74.50平方千米，當中陸地面積為73.81平方千米，而水域面積為0.69平方千米。根據2020年美國人口普查的數據，當地共有人口3153人，而人口密度為每平方千米42.32人。